# Дрегуцешть (комуна)
Дрегуцешть, Дрегуцешті (рум. Drăguțești) — комуна у повіті Горж в Румунії. До складу комуни входять такі села (дані про населення за 2002 рік):
- Димбова (394 особи)
- Дрегуцешть (1044 особи)
- Кирбешть (1077 осіб)
- Тилвешть (715 осіб)
- Урекешть (945 осіб)
- Яші-Горж (1010 осіб)

Комуна розташована на відстані 234 км на захід від Бухареста, 7 км на південний захід від Тиргу-Жіу, 85 км на північний захід від Крайови.

## Населення
За даними перепису населення 2002 року у комуні проживали 5185 осіб.
Національний склад населення комуни:
| Національність | Кількість осіб | Відсоток |
| -------------- | -------------- | -------- |
| румуни         | 5177           | 99,8%    |
| угорці         | 4              | 0,1%     |
| німці          | 1              | < 0,1%   |
| китайці        | 1              | < 0,1%   |

Рідною мовою назвали:
| Мова      | Кількість осіб | Відсоток |
| --------- | -------------- | -------- |
| румунська | 5180           | 99,9%    |
| угорська  | 2              | < 0,1%   |
| німецька  | 1              | < 0,1%   |

Склад населення комуни за віросповіданням:
| Релігія       | Кількість осіб | Відсоток |
| ------------- | -------------- | -------- |
| православні   | 5171           | 99,7%    |
| римо-католики | 6              | 0,1%     |
| реформати     | 1              | < 0,1%   |
| п'ятдесятники | 1              | < 0,1%   |
| не релігійні  | 1              | < 0,1%   |